# Węgry na Zimowych Igrzyskach Paraolimpijskich 2018
Węgry na Zimowych Igrzyskach Paraolimpijskich 2018 – występ kadry sportowców reprezentujących Węgry na igrzyskach paraolimpijskich w Pjongczangu w 2018 roku.
W kadrze wystąpiło dwóch zawodników: jedna kobieta i jeden mężczyzna. Krisztina Lőrincz startująca w biegach narciarskich zajęła 24. miejsce w kwalifikacjach sprintu. To był jej jedyny występ na igrzyskach w Korei Południowej. Z kolei występujący w narciarstwie alpejskim Zsolt Balogh był 15. w slalomie gigancie, a rywalizacji slalomowej nie ukończył. Chorążym reprezentacji został alpejczyk.

## Reprezentanci

### Kobiety
| Zawodniczka       | Dyscyplina        | Konkurencja | Podgrupa | Czas    | Strata   | Miejsce | Źródło      |
| ----------------- | ----------------- | ----------- | -------- | ------- | -------- | ------- | ----------- |
| Krisztina Lőrincz | Biegi narciarskie | Sprint      | LW10,5   | 5:32,81 | +2:02,95 | 24.     | [ 4 ] [ 5 ] |

### Mężczyźni
| Zawodnik     | Dyscyplina            | Konkurencja   | Podgrupa | Czas    | Strata | Miejsce | Źródło |
| ------------ | --------------------- | ------------- | -------- | ------- | ------ | ------- | ------ |
| Zsolt Balogh | Narciarstwo alpejskie | Slalom gigant | B1       | 2:53,27 | +42,76 | 15.     | [ 6 ]  |
| Zsolt Balogh | Narciarstwo alpejskie | Slalom        | B1       | DNF     | DNF    | DNF     | [ 7 ]  |